# Via del Vino
A Via del Vino é uma praça, ponto histórico e turístico localizado em Bento Gonçalves, Rio Grande do Sul. Reconhecida como símbolo da vitivinicultura local, está diretamente associada à identidade cultural e econômica da cidade, conhecida como a "Capital Brasileira do Vinho".

## História
A praça foi estabelecida com a fundação de Bento Gonçalves, em 1875, por imigrantes italianos que trouxeram técnicas de cultivo de uvas e produção de vinhos. Com o tempo, tornou-se um marco representativo da tradição vitivinícola da região.
Na parte central da Via del Vino está o Chafariz de Vinho, uma atração emblemática que celebra a importância da bebida para a cidade. Junto à praça, localiza-se também o prédio principal da Prefeitura Municipal, uma construção histórica que reforça a relevância cultural e administrativa da área. Além disso, também localiza-se na praça diversas casas de madeira, típicas da colonização italiana, onde são realizados e comercializados artesanatos e produtos coloniais do município e da região.
A Via del Vino também serve como espaço para eventos culturais do município, como o Natal Bento, o Desfile Temático da Fenavinho, Feira do Livro, Feira do Produtor Rural, entre outros. Também é um dos principais pontos turísticos da cidade, atraindo visitantes interessados na viticultura e na herança italiana da região, carregando grande valor simbólico e histórico.